# کلاوس فون اشتوش
کلاوس فون اشتوش (آلمانی: Klaus von Stosch)  (زاده ۱۵ سپتامبر ۱۹۷۱ در کلن ) یک الهی‌دان کاتولیک رومی آلمانی و استاد الهیات سیستماتیک در دانشگاه بن و یکی از برندگان کتاب سال جمهوری اسلامی است.

## زندگی
پس از اتمام تحصیلات آغازین، فون اشتوش از سال 1991 تا 1997 در دانشگاه بن و دانشگاه فرایبورگ در سوئیس به تحصیل الهیات کاتولیک پرداخت. در سال 2001 دکترای خود را در رشته کلام مسیحیت زیر نظر کارل هاینز منکه دریافت کرد. در سال 2005 او تحصیلات خود را در الهیات بنیادی زیر نظر یورگن وربیک در دانشگاه مونستر به پایان رساند. از ترم زمستان 2008/2009 تا ترم تابستانی 2021، فون اشتوش استاد الهیات سیستماتیک و تعلیمات آن در دانشگاه پادربورن بود. از سال 2007 تا 2008، استوش عضو Junge Kolleg آکادمی علوم، علوم انسانی و هنر نوردراین-وستفالن بود.  استوش در تأسیس مرکز الهیات تطبیقی و مطالعات فرهنگی در دانشگاه پادربورن نقش داشت. از ترم زمستانی 2021/2022، کلاوس فون اشتوش کرسی الهیات سیستماتیک را در دانشگاه بن بر عهده داشته است.
فون اشتوش فرصت‌های مطالعاتی‌ای را در مرکز مطالعات ادیان جهان در مدرسه الهی هاروارد در ایالات متحده آمریکا و دانشگاه ادیان و مذاهب در قم در ایران گذرانده است.
فون اشتوش متاهل و دارای شش فرزند است. 

## کتاب‌ها
از فون اشتوش آثار پرشماری به آلمانی و انگلیسی چاپ شده است.

### ترجمه به فارسی
کتاب پیامبر دیگر؛ مسیح در قرآن اثر فون اشتوش و مهند خورشیده توسط احمدعلی حیدری و مونا درگاهی به فارسی برگردانده شده و سال 1402 از سوی انتشارات علمی به چاپ رسیده است.

## جوایز
2018: جایزه جهانی کتاب سال جمهوری اسلامی ایران (بخش مطالعات اسلامی) برای کتاب چالش اسلام: رویکردهای تقرب‌بخش مسیحی 